# Blastodacna atra
Blastodacna atra ist ein Schmetterling (Nachtfalter) aus der Familie der Grasminiermotten (Elachistidae).

## Merkmale
Die Falter erreichen eine Flügelspannweite von 10 bis 13 Millimeter. Der Thorax ist cremeweiß mit variabel dunkelbrauner Durchmischung. Die Vorderflügel sind dunkelbraun und an der Costalader mehr graubraun. Ein cremeweißer Strich reicht von der Flügelbasis bis zum Innenwinkel. Er ist mit dunkelbraunen und gelblich ockerfarbenen Schuppen durchmischt und in der Mitte durch ein dunkelbraunes subdorsales Schuppenbüschel begrenzt. Ein zweites Schuppenbüschel befindet sich am Innenwinkel. Ockerfarbene Striche befinden sich in der Costalfalte und in der Diskoidalzelle. Vom ockerfarbenen Strich in der Zelle entspringen einzelne, nach innen und außen zur Costa gerichtete, cremeweiße Linien. Eine weitere, kleine, cremeweiße Linie liegt vor dem Apex. Die Fransenschuppen sind am Apex dunkelgrau und an der Basis grau. Am Apex verlaufen zwei dunkle Querlinien. Die dunkelbraune Durchmischung an Vertex, Thorax und dorsalem Strich ist variabel.
Bei den Männchen sind die Gnathosarme lang und distal verengt. Sie sind abwärts gebogen bis zur Hälfte des Tegumens; an der Spitze befindet sich eine kleine Beule mit zwei Stachelreihen. Die Anellus-Lappen sind mehr als halb so lang wie die Valven und in der basalen Hälfte am breitesten. Der Apex verjüngt sich und ein dreieckiger, spitz zulaufender Fortsatz befindet sich bei 3/4 des ventralen Randes. Der Aedeagus ist lang und gebogen, distal verjüngt er sich leicht. Die Vesica besitzt 4 ähnliche Gruppen von Stacheln.
Bei den Weibchen ist die Genitalplatte rechteckig sowie seitlich und vorn bestachelt. Der vordere Teil des Ductus bursae ist mit einer rechteckigen, sklerotisierten Platte versehen, an die sich ein breiter, knollenartiger, nicht sklerotisierter Abschnitt anschließt. Das Corpus bursae ist oval und trägt ein gekörntes haubenförmiges Signum.

### Ähnliche Arten
B. atra ähnelt Blastodacna hellerella und Blastodacna rossica, unterscheidet sich von diesen aber durch die helle gelborange Zeichnung auf den Vorderflügeln.

## Verbreitung
Blastodacna atra ist in Europa mit Ausnahme des Nordens weit verbreitet.

## Biologie
Die Weibchen legen die Eier einzeln auf Apfelbäumen (Malus) in der Nähe der Blattachsel ab. Die Raupen minieren von August bis Anfang Juni im Mark der Zweige und fressen auch während der Wintermonate. Den Raupenbefall kann man anhand eines kleinen Häufchens Raupenkot in der Nähe des Eingangsloches erkennen. Infolge der Fraßtätigkeit sterben Triebe und Blüten ab und es bilden sich Risse in der Rinde. Die Raupen verpuppen sich von Mai bis Juni in den Zweigen. Die Art bildet eine Generation, die Falter fliegen von Ende Mai bis Anfang September. Blastodacna atra kann sich zu einem ernst zu nehmenden Schädling an Apfelbäumen entwickeln.

## Systematik
Aus der Literatur sind folgende Synonyme bekannt:
- Recurvia atra Haworth, 1828
- Elachista putripenella Zeller, 1839

Die Erstbeschreibung der Art basierte auf einer melanistischen Form, die hauptsächlich in England vorkommt. Die helle Form wurde von Zeller 1839 als Elachista putripenella beschrieben und später als Variation betrachtet.